# 102211 Angelofaggiano
102211 Angelofaggiano è un asteroide della fascia principale. Scoperto nel 1999, presenta un'orbita caratterizzata da un semiasse maggiore pari a 2,3981748 UA e da un'eccentricità di 0,2335690, inclinata di 1,69981° rispetto all'eclittica.
L'asteroide è dedicato a Angelo Faggiano, divulgatore scientifico e fondatore di alcune riviste di carattere astronomico.